# Cachorro de Rua
"Cachorro de Rua" é uma canção da dupla sertaneja César Menotti & Fabiano lançada no dia 18 de abril de 2016 como segundo single do álbum Os Menotti no Som.

## Composição
A canção composta por César Menotti, Fred Liel, Débora Xavier e Márcia Araújo segue o estilo da sofrência. Fala de um casal que acabou se separando depois de uma discussão, mas a saudade e o amor são maiores do que os problemas. "Se tá ruim pra você/ Imagina pra mim/ Sentindo a falta sua/ Nem cachorro de rua/ Ta sofrendo assim/ Se tá ruim pra você/ Imagina pra mim", são trechos da música.

## Lista de faixas
| Download digital no iTunes |                   |         |  |
| N.º                        | Título            | Duração |  |
| 1.                         | "Cachorro de Rua" | 3:21    |  |

## Desempenho nas tabelas musicais
| Tabela musical (2016)                                            | Melhor posição |
| ---------------------------------------------------------------- | -------------- |
| Brasil - Billboard Brasil Hot 100 Airplay                        | 9              |
| Brasil - Billboard Brasil Regional Ribeirão Preto Hot Songs      | 4              |
| Brasil - Billboard Brasil Regional Campo Grande/Cuiabá Hot Songs | 5              |
| Brasil - Billboard Brasil Regional Florianópolis Hot Songs       | 10             |

### Tabelas de fim-de-ano
| Tabela musical (2016)                     | Melhor posição |
| ----------------------------------------- | -------------- |
| Brasil - Billboard Brasil Hot 100 Airplay | 53             |